# Konto bilansowe
Konto bilansowe służy do ewidencji zmian w stanie składników aktywów oraz pasywów ujętych w bilansie i jego zadaniem jest:
- przejęcie stanów początkowych z bilansu otwarcia (bilansu początkowego),
- ujęcie zmian tych stanów spowodowanych zaistniałymi operacjami gospodarczymi,
- wykazanie stanów końcowych poszczególnych składników aktywów i pasywów celem ich prezentacji w bilansie zamknięcia (bilansie końcowym).

Aktywa i pasywa są ujęte w bilansie na zasadzie przeciwstawności, co pociąga za sobą konsekwencję przeciwstawnego funkcjonowania kont aktywów i pasywów.
Zasady funkcjonowania kont aktywów:
1. Po stronie debetowej zapisywany jest stan początkowy danego składnika pochodzący z bilansu otwarcia oraz wszystkie jego zwiększenia zaistniałe w ciągu roku obrotowego.
2. Po stronie kredytowej są zapisywane wszystkie zmniejszenia danego składnika bilansu zaistniałe w ciągu roku obrotowego.
3. Obrót debetowy kont aktywów jest większy lub równy obrotowi kredytowemu.
4. Saldo końcowe kont aktywów jest debetowe (zapisywane dla równowagi po stronie kredytowej) lub nie występuje.

Zasady funkcjonowania kont pasywów:
1. Po stronie kredytowej zapisywany jest stan początkowy danego składnika pochodzący z bilansu otwarcia oraz wszelkie zwiększenia składnika bilansu zaistniałe w ciągu roku obrotowego.
2. Po stronie debetowej zapisywane są wszystkie zmniejszenia danego składnika bilansu zaistniałe w ciągu roku obrotowego.
3. Obrót kredytowy kont pasywów jest większy lub równy obrotowi debetowemu.
4. Saldo końcowe kont pasywów jest kredytowe (zapisywane dla równowagi po stronie debetowej) lub nie występuje.

Konta bilansowe otwierane są oddzielnie dla każdej pozycji bilansowej i noszą nazwę składnika majątkowego, dla którego są prowadzone.  